# Sphecodes abuensis
Sphecodes abuensis är en biart som beskrevs av Nurse 1903. Sphecodes abuensis ingår i släktet blodbin, och familjen vägbin. Inga underarter finns listade i Catalogue of Life.